# 김병수 (1936년)
김병수(金炳洙, 1936년 5월 8일 ~ )은 강원도 원주 출신의 대한민국 교육자이자 의사이다. 연세대학교의 제13대 총장과 차의과학대학교 제5대·제6대 총장을 역임하였다.

## 학력
- 1955년 배재고등학교
- 1961년 연세대학교 의과대학 학사
- 1972년 연세대학교 의과대학원 의학석사
- 1985년 일본 오카야마 대학교 대학원 의학박사

### 명예 박사 학위
- 1998년 미국 뉴욕 주립 대학교 명예 인문학 박사
- 1998년 고려대학교 명예 법학 박사

## 경력
- 1974년 연세대학교 의과대학 교수 ( ~ 2001년)
- 1978년 연세대학교 의료원 암센터 원장 ( ~ 1993년)
- 1989년 대한암학회 이사장·회장 ( ~ 1992년)
- 1996년 연세대학교 총장 ( ~ 2000년)
- 1998년 한국과학기술단체총련합회 회장 ( ~ 2001년)
- 2002년 포천중문의과대학교 총장 ( ~ 2009년)
- 2002년 대한민국학술원 회원
- 2024년 4월 학교법인 성광학원 이사 ( ~ 2027년 4월)

## 참고 자료
- 김병수 보관됨 2015-06-12 - 웨이백 머신 - 연세대학교

| 전임 송자 | 제13대 연세대학교 총장 1996년 8월 - 2000년 7월 | 후임 김우식 |